# Biblioteca Central de la UNAM
La Biblioteca Central és el principal recinte bibliogràfic de la Universitat Nacional Autònoma de Mèxic. És una biblioteca general que compta amb patrimonis multidisciplinaris oberts per a tota la comunitat universitària, en igualtat de circumstàncies. Està situada en la Ciutat de Mèxic, dins de la Ciutat Universitària de la UNAM (CU). Posseeix un dels patrimonis bibliogràfics més grans a Mèxic. L'exterior està decorat amb el mural Representació històrica de la cultura, que va realitzar l'artista mexicà Juan O'Gorman. En 2007 la UNESCO la va declarar Patrimoni cultural de la Humanitat, juntament amb altres edificis de Ciutat Universitària.
Dins de Ciutat Universitària, la Biblioteca Central ocupa un lloc preponderant, a més de que corona l'obra arquitectònica de tot el campus sense perdre l'escala humana. S'ha convertit en l'emblema visual de la UNAM i de la cultura a Mèxic. És un dels element urbans més fotografiats de CU  i de la ciutat de Mèxic.